# Kanton Ajaccio-4
Kanton Ajaccio-4 (francouzsky Canton d'Ajaccio-4) je francouzský kanton v departementu Corse-du-Sud v regionu Korsika. Tvoří ho městská část města Ajaccio